# 익산 구 이리농림고등학교 본관
익산 구 이리농림고등학교 본관은 대한민국 전북특별자치도 익산시, 전북대학교익산캠퍼스에 있는 건축물이다. 2019년 7월 8일 대한민국의 국가등록문화재 제758호로 지정되었다.

## 등록 사유
1963년 당시 이리(現 익산) 지역을 대표하는 농업전문 교육기관인 이리농림학교의 제2본관으로 건립된 건물로 학교의 역사와 흔적을 온전히 간직하고 있다. 전체적으로 붉은 벽돌의 조적조 건물이면서 주출입구 상부의 계단실과 정면에 설치한 현관부(포치)를 화강석으로 쌓아 입면을 강조한 건축적 기법 등이 특징이다. 건물의 보존상태도 대부분 원형을 유지하고 있어 등록문화재로서의 가치를 지니는 것으로 평가된다.

## 같이 보기
- 이리농림고등학교

## 참고 자료
- 익산 구 이리농림고등학교 본관 - 국가유산청 국가유산포털